# 福山市立新市中央中学校
福山市立新市中央中学校（ふくやましりつ しんいちちゅうおうちゅうがっこう）は広島県福山市新市町新市にある公立中学校。

## 沿革
以下は学校再編が行われる前の、旧新市中央中学校の沿革である。同じく再編前の福山市立常金中学校の沿革については、福山市立常金中学校を参照。
- 1947年(昭和22年) - 芦品郡学校組合立博錬中学校開校。
- 1948年(昭和23年) - 網引村立網引中学校、新市町立新市中学校、品治中学校戸手教場開校。
- 1949年(昭和24年) - 網引中と新市中を統合し、学校組合立中央中学校を創設。
- 1952年(昭和27年) - 戸手村が合併し三カ町村学校組合立となり、10月1日完全統合。
- 1955年(昭和30年) - 町村合併により、新市町立中央中学校と校名変更。
- 1965年(昭和40年) - 体育・音楽後援会発足。
- 1967年(昭和42年) - 給食開始。
- 1975年(昭和50年) - 第2校舎焼失。
- 1978年(昭和53年) - 屋体竣工。
- 1978年(昭和53年) - 新校舎へ移転。
- 1979年(昭和54年) - 新校舎落成式。
- 2003年(平成15年) - 福山市との合併により、福山市立新市中央中学校と校名変更。
- 2003年(平成15年) - 新しい制服への移行開始。
- 2005年(平成17年) - プールサイド改修工事･下水道工事完了。
- 2006年(平成18年) - 教育用パソコン更新。
- 2007年(平成19年) - 生徒昇降口改修。
- 2008年(平成20年) - グランドトイレ改修。
- 2009年(平成21年) - 「心身練磨」額を福山新市ライオンズクラブが寄贈。
- 2011年(平成23年) - 普通教室窓ガラス透明化改修工事。
- 2022年(令和4年)3月 - 福山市の学校再編に伴い、2021年度末を以って常金中学校とともに閉校となった[2] 。

以降は学校再編後に開校した、現在の新市中央中学校の沿革である。
- 2022年(令和4年)4月 - 旧新市中央中学校を設置場所として、新たに新市中央中学校が開校した[3]。

## 概要
- 旧芦品郡新市町の南部を構成する新市町新市・戸手・網引・常金丸を学区とする中学校である。

## 学区
- 福山市立新市小学校、福山市立戸手小学校、福山市立網引小学校、福山市立常金丸小学校の児童全員が進学する（学区は各小学校学区の合計範囲）。

## 学区の地理

### 名所・旧跡・観光地
- 素盞嗚神社（戸手祇園社）
- 備後一宮吉備津神社
- 大滝神社
- 大佐山白塚古墳
- 相方城跡
- 藤尾の滝
- 藤尾ダム
- 尾市古墳

### 自然景観
- 芦田川
- 神谷川
- 大佐山
- 城山
- 神谷川
- 京ノ上山（福山市最高峰）

### 教育機関（小学校以上）
- 福山市立新市小学校
- 福山市立戸手小学校
- 福山市立網引小学校
- 福山市立常金丸小学校

## アクセス
- 鉄道の最寄駅はJR福塩線新市駅。そこから県道26号線を北へ進み、ハートを通り過ぎて右手に佐藤石工苑がある場所を左折し、直進する。駅から徒歩19分。

## 出身者
- 小野申人（第9代府中市長）